# Релігія в Малайзії
Малайзія — багатокультурна та багатоконфесійна країна, офіційною релігією якої є іслам. За даними перепису населення та житлового фонду 2020 року, 63,5 відсотка населення сповідує іслам; 18,7 відсотка буддизм; 9,1 % християнство; 6,1 % індуїзм; і 2,7 відсотка мають іншу релігію або не мають інформації. Решта припадає на інші віросповідання, включаючи анімізм, народну релігію, сикхізм, Віру Бахаї та інші системи вірувань.
Конституція робить Малайзію світською країною та гарантує свободу релігії, водночас встановлюючи іслам як «релігію Федерації», щоб символізувати його важливість для малайзійського суспільства.

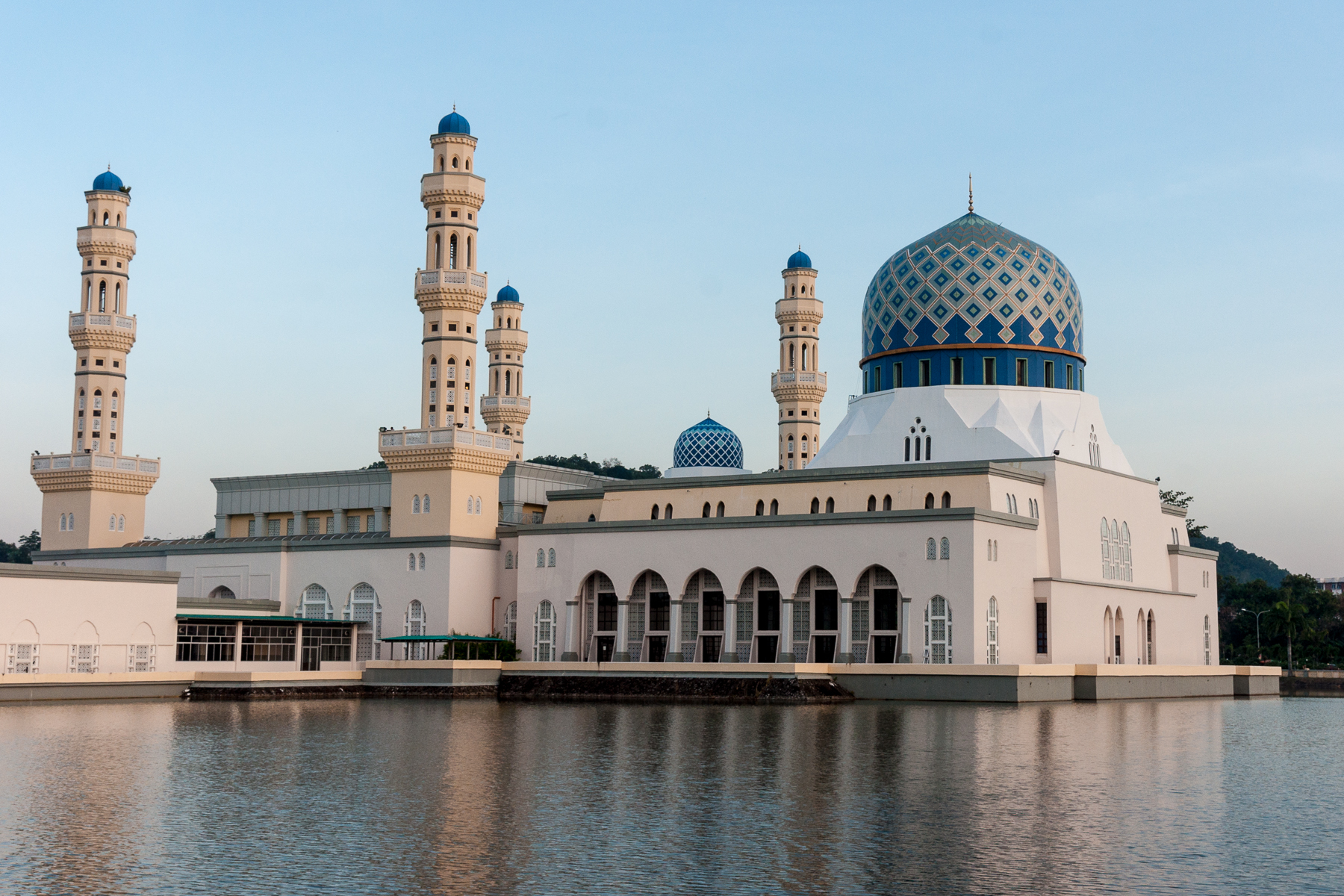
Міська мечеть Кота-Кінабалу

## Іслам
Іслам є переважною релігією країни і визнаний офіційною релігією держави. Його практикують близько 63 відсотків малайців. Багато мусульманських свят є національними святами, включаючи кінець Рамадану, кінець хаджу та день народження Мухаммеда. Вважається, що іслам був привезений до Малайзії приблизно в 12 столітті індійськими торговцями. На початку 15 століття було засновано Малаккський султанат, який зазвичай вважається першою незалежною державою на півострові. Під керівництвом мусульманського князя вплив Малакки призвів до поширення ісламу серед населення Малайзії.

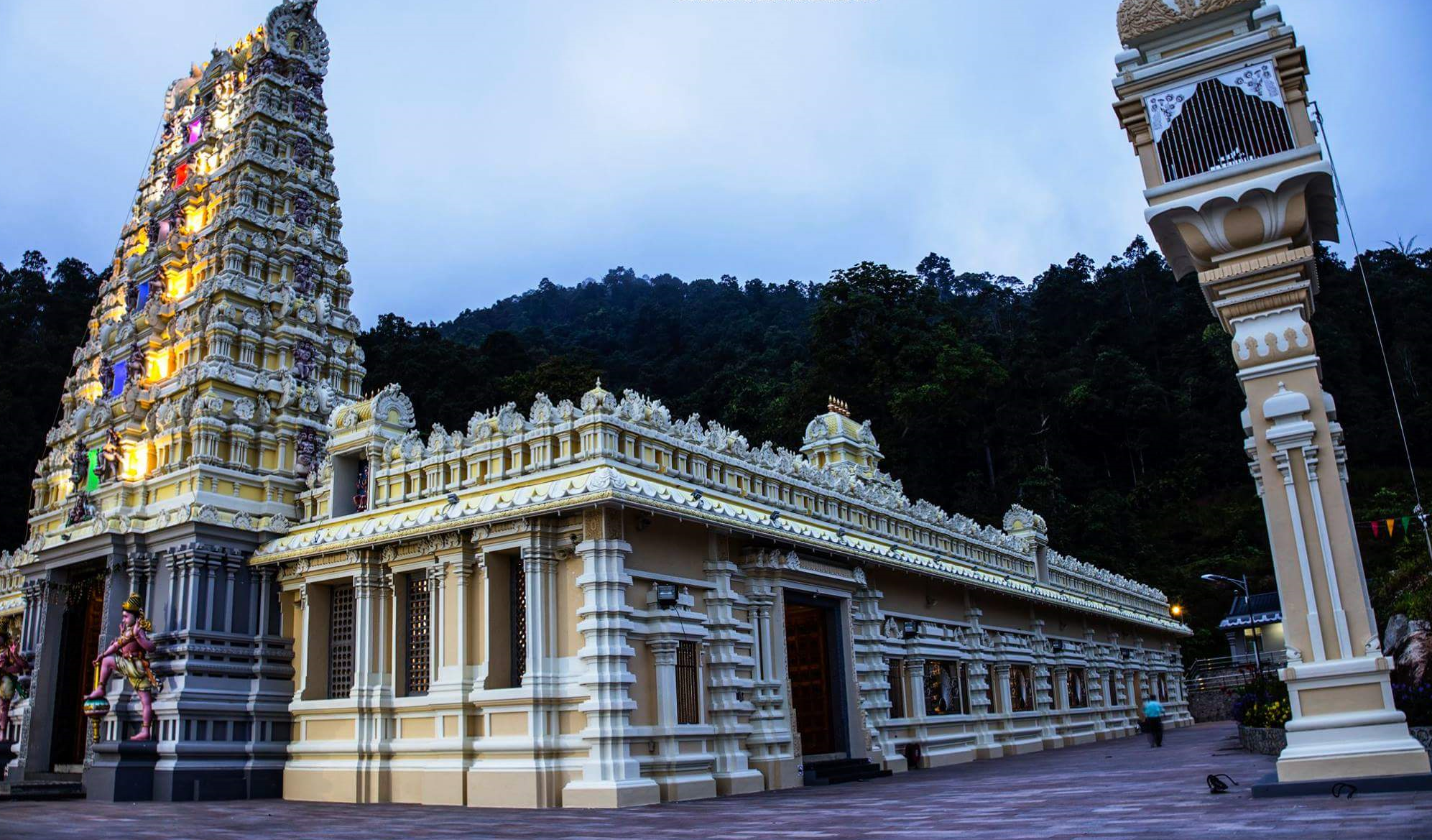
Індуїстський храм у місті Джорджтаун (Пенанг)

## Індуїзм
Більшість тамілів, які складають 9% населення Малайзії, сповідують індуїзм. Індуїзм був впливовим до появлення на цих землях ісламу, але нинішні прихильники здебільшого походять із спільнот мігрантів із Тамілнаду, які приїхали до Малайї, щоб працювати на британських каучукових плантаціях. Також існує невелика громада мігрантів з Північної Індії.
Міські храми часто присвячені одному божеству, тоді як сільські храми часто є домом для багатьох різних божеств. Більшість привезли з іммігрантами. Більшість храмів дотримуються шиїтської традиції Південної Індії щодо поклоніння Шиві. Індуїстські свята Тайпусам і Дівалі є національними святами. Практика індуїстської релігії тісно пов'язана з культурною ідентичністю індусів Малайзії. 

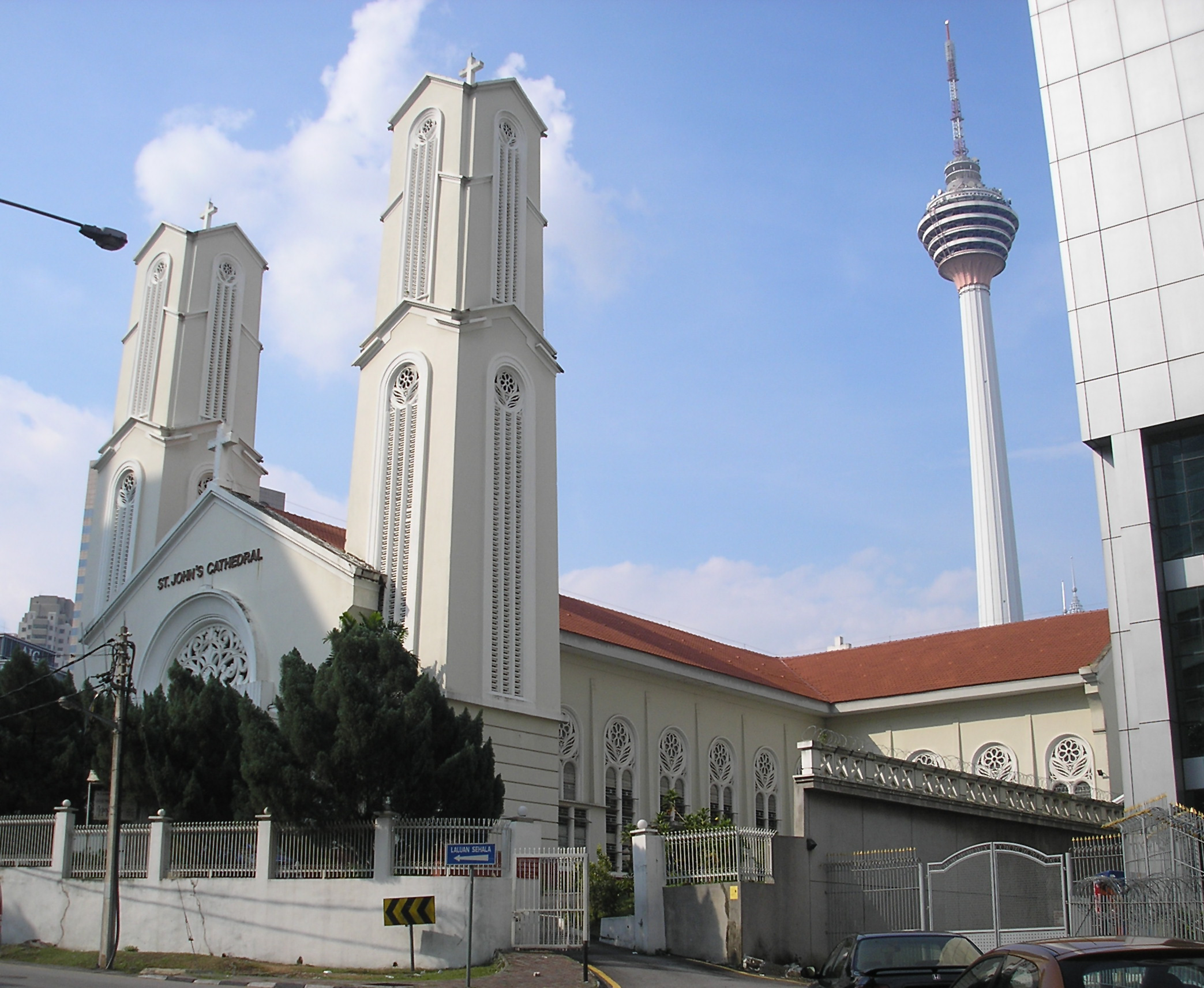
Собор святого Іоана у місті Куала-Лумпур

## Християнство
Близько 10% населення Малайзії є християнами. Найпоширенішими конфесіями є англіканська, методистська та Римо-католицька церкви. Більшість християн проживають у Східній Малайзії, де Страсна п’ятниця є державним святом у штатах Сабах і Саравак. Різдво є державним святом, а Великдень – ні.

## Галерея

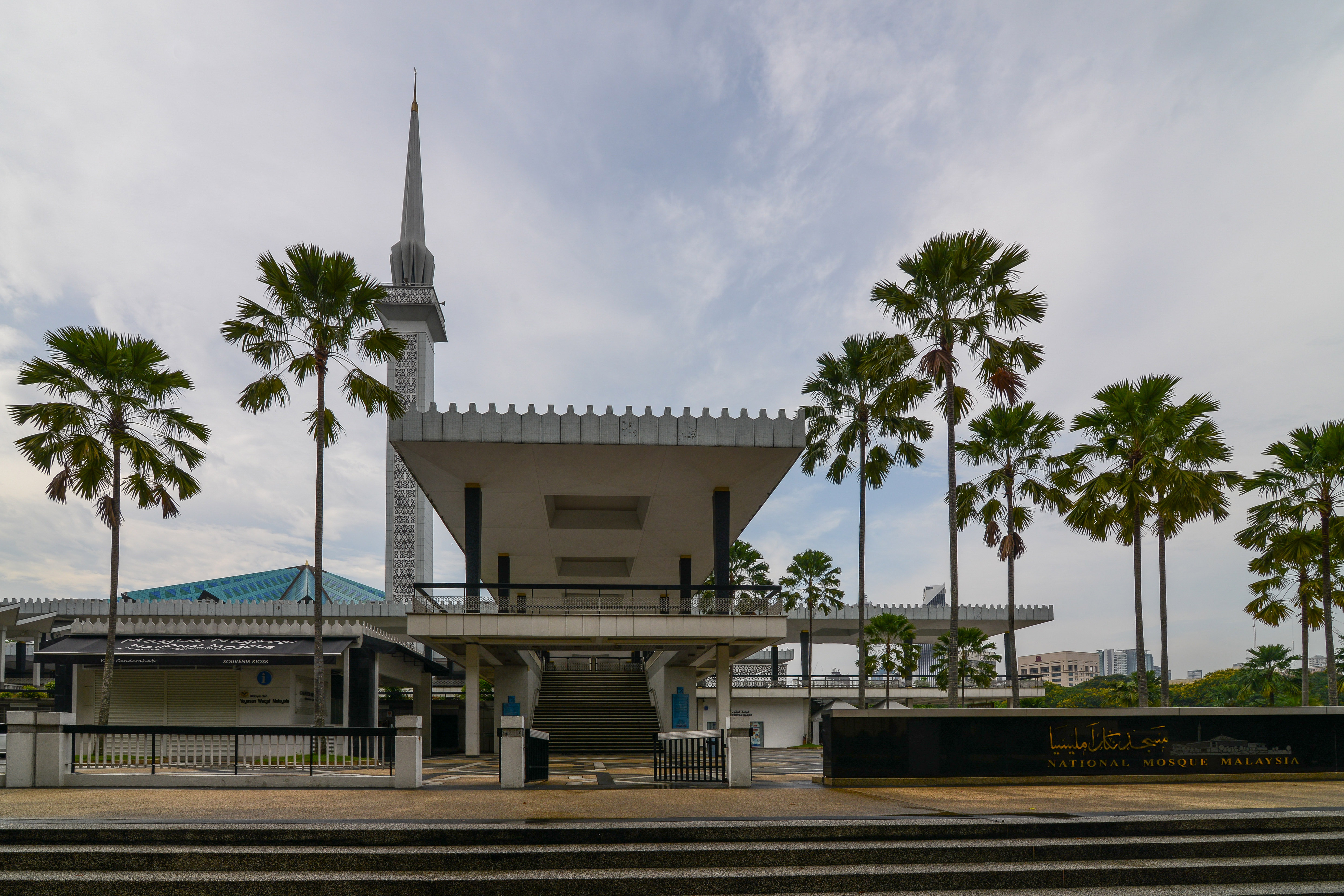
Національна мечеть Малайзії
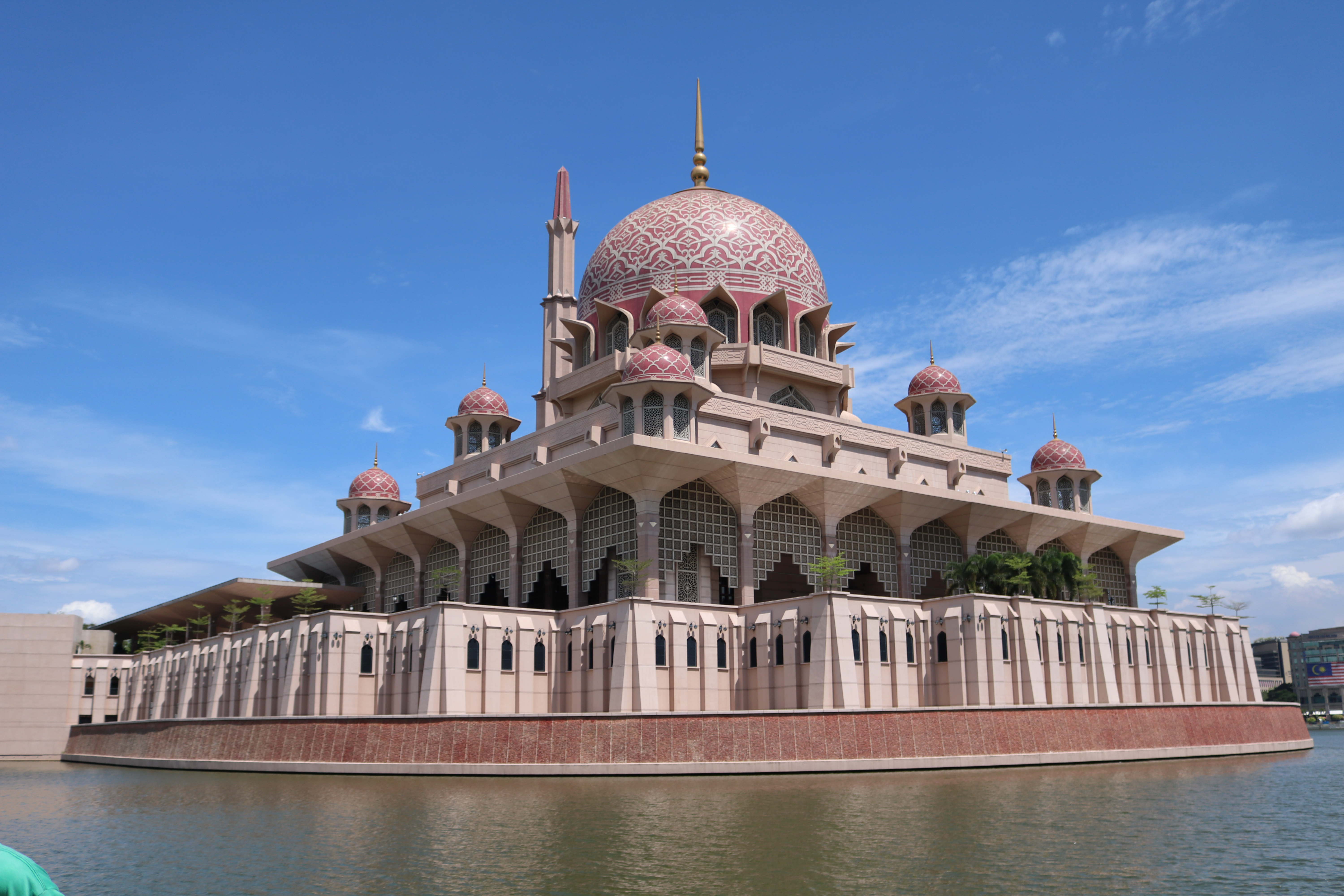
Мечеть Путра, Путраджая
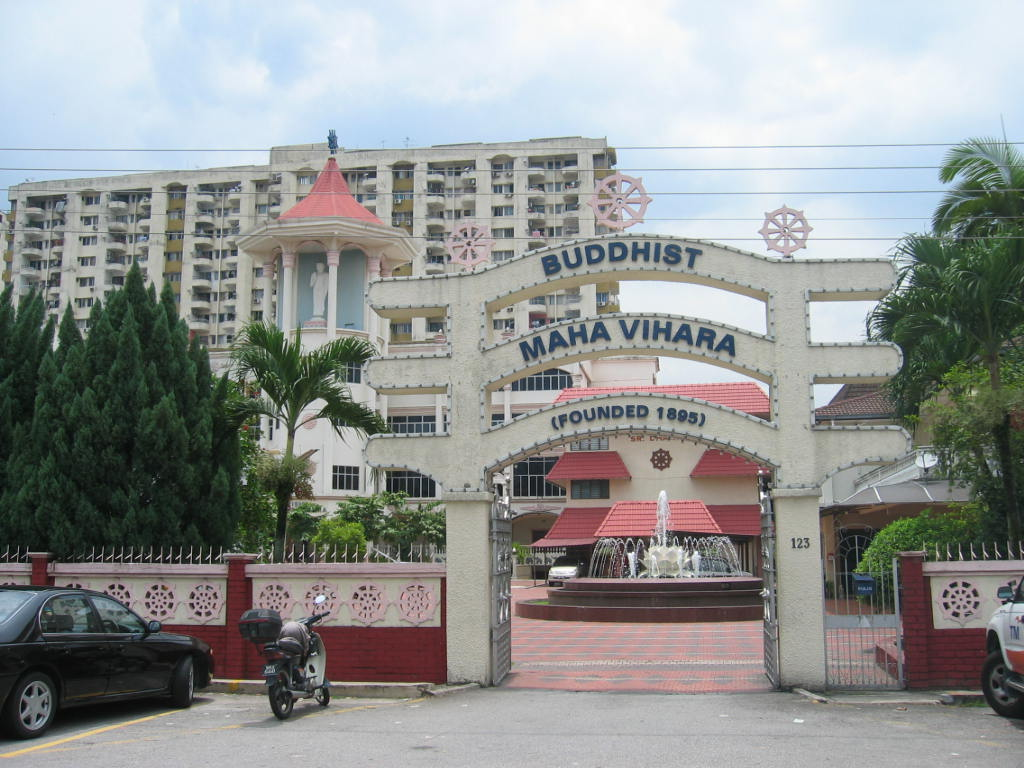
Буддистський храм міста Куала-Лумпур